# Малта на Европском првенству у атлетици у дворани 2015.
Малта је учествовала на 33. Европском првенству у дворани 2015 одржаном у Прагу, Чешка, од 5. до 8. марта. Ово је десето Европско првенство у дворани од 1996. године када је Малта први пут учествовала. Репрезентацију Малте представљало је двоје спортиста, који су се такмичили у две дисциплине.
Представници Малте нису освојили медаље, нити су постигли неки рекорд.
Такмичар Рашид Чухал, је најстарији атлетичар који је учествовао у трци на 60 метара на свим европским првенствима у дворани са 40 година и 21. даном.

## Учесници
| Бр. | Дисциплина | Мушкарци    | Жене       | Укупно |
| --- | ---------- | ----------- | ---------- | ------ |
| 1   | 60 м       | Рашид Чухал | Рејчел Фиц | 2      |
|     | Укупно (2) | 1           | 1          | 2      |

## Резултати

### Мушкарци
| Атлетичар   | Дисциплина | Лични рекорд | Квалификације | Квалификације | Полуфинале           | Полуфинале           | Финале               | Финале       | Детаљи |
| Атлетичар   | Дисциплина | Лични рекорд | Резултат      | Место         | Резултат             | Место                | Резултат             | Место        | Детаљи |
| ----------- | ---------- | ------------ | ------------- | ------------- | -------------------- | -------------------- | -------------------- | ------------ | ------ |
| Рашид Чухал | 60 м       | 6,85         | 7,06          | 7. у гр. 5    | Није се квалификовао | Није се квалификовао | Није се квалификовао | 35 / 36 (37) |        |

### Жене
| Атлетичар  | Дисциплина | Лични рекорд | Квалификације | Квалификације | Полуфинале            | Полуфинале            | Финале                | Финале       | Детаљи |
| Атлетичар  | Дисциплина | Лични рекорд | Резултат      | Место         | Резултат              | Место                 | Резултат              | Место        | Детаљи |
| ---------- | ---------- | ------------ | ------------- | ------------- | --------------------- | --------------------- | --------------------- | ------------ | ------ |
| Рејчел Фиц | 60 м       | 7,86         | 7,88          | 8. у гр. 2    | Није се квалификовала | Није се квалификовала | Није се квалификовала | 35 / 37 (38) |        |